# Evangelische Pfarrkirche St. Pankratius (Hamm-Mark)

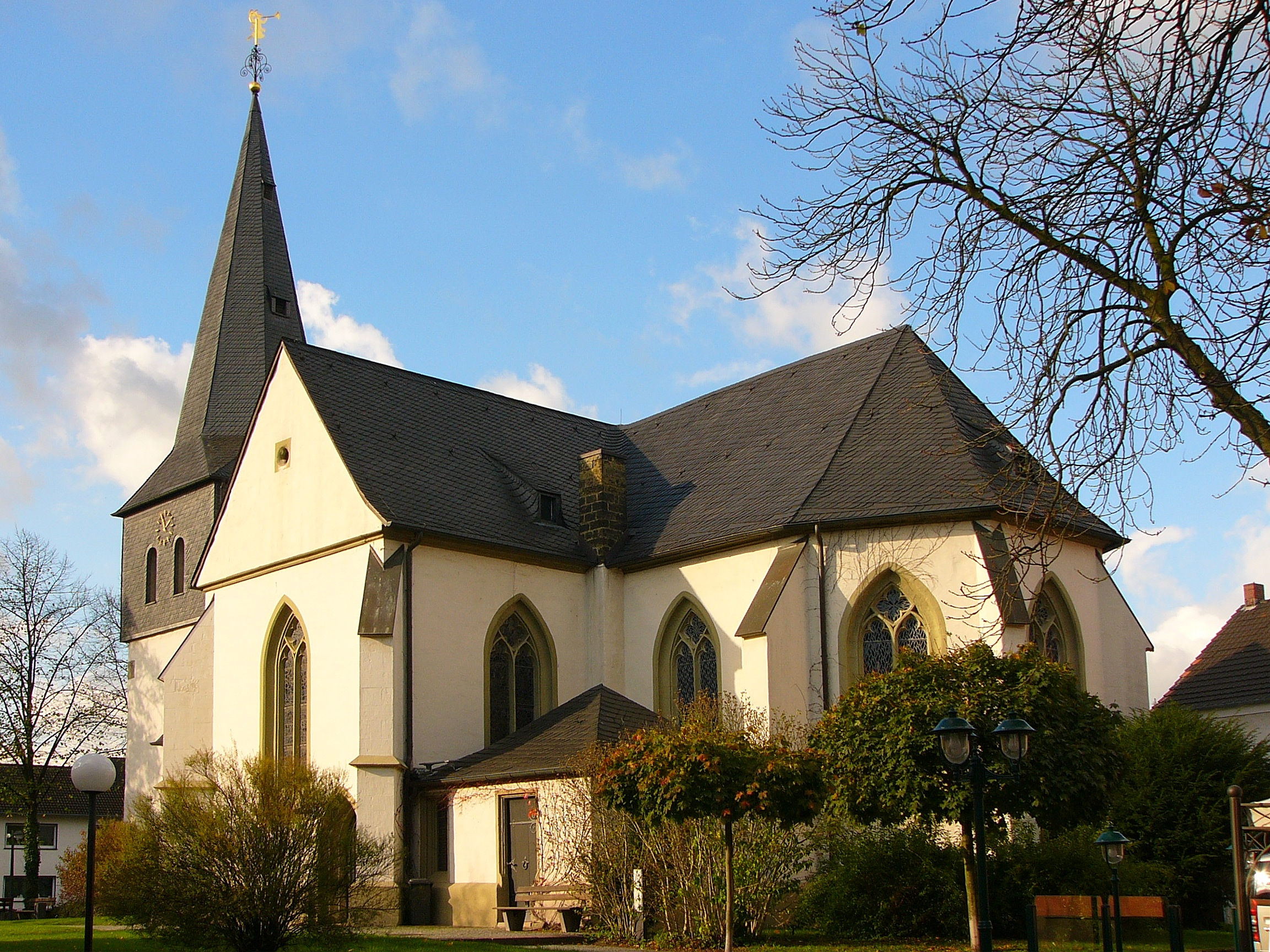

Koordinaten: 51° 40′ 58,9″ N, 7° 51′ 8,8″ O
Die evangelische Pfarrkirche St. Pankratius befindet sich im Stadtteil Mark der Stadt Hamm. Sie gehört zur Kirchengemeinde Mark-Westtünnen. Die Kirche entstand um 1000 n. Chr. als Eigenkirche des Oberhofes Mark (auch Schultenhof genannt), der noch auf die Zeit der sächsischen Herrschaft zurückgeht und auf dessen Gelände sie auch errichtet wurde. Zu den Besitzungen des Oberhofes gehörte u. a. der spätere Burghügel, der zusammen mit dem Oberhof 1170 an Friedrich von Berg-Altena überging. Friedrich ließ dort für seinen Sohn Adolf I. von der Mark eine Festungsanlage errichten, die Burg Mark. Dieser wurden auch der Oberhof und die Kirche angeschlossen. Die Pankratiuskirche war somit ursprünglich die Eigenkirche der Grafen von der Mark. St. Pankratius steht seit 1985 unter Denkmalschutz.

## Vorgeschichte

### St. Pankratius
Die Kirche ist dem Heiligen Pankratius geweiht, einem der Eisheiligen. Die Legende weiß zu berichten, dass er der Sohn eines reichen Phrygiers war, welcher schon zu seinen Jugendzeiten verstarb. Als Waise reiste er mit seinem Onkel Dionysius nach Rom. Dort soll er dann von Papst Kornelius (Todesjahr: 253) in die Kirche aufgenommen worden sein. Nachdem sein Onkel verstorben war, wurde er gefangen genommen und vor den Kaiser geführt, der ihn von seinem Glauben abzubringen versuchte. Als Pankratius diesem Versuch widerstand, wurde er auf Diokletians Befehl an der Via Aurelia enthauptet. Die Verehrung des Heiligen setzte nach 985 in Westfalen ein. In diesem Jahr sind seine Reliquien von Rom nach Gent transportiert worden. Pankratius wurde vor allem von Rittern verehrt, die seinen Schutz auf ihren Kreuzzügen erflehten. Dies ist wohl auch der Grund, warum die Grafen von der Mark ihn zu ihrem Schutzpatron erkoren.

### Die Mark
Das Gelände zwischen Lippe, Geithe und Ahse diente den umliegenden Bauerschaften als Weideland und wurde deshalb kurz die Mark genannt – Mark im Sinne einer Feldmark. Rings um das Gelände lagen Einzelhöfe, zu deren Besitz das Vieh gehörte, das zum Grasen in die Mark getrieben wurde. Die Gehöfte grenzten weiter südlich an die geschlossenen Dörfer des Hellwegs. Auf diese Weise entwickelten sich zwei grundlegend unterschiedliche Siedlungsformen. Die Einzelhöfe waren über das Land verstreut, ohne dass sie eine einheitliche Entfernung voneinander gehabt hätten. Sie waren jeweils von Gartenland, Weide, Ackerflur und/oder Wiese umgeben. Zum Schutz gegen Weidevieh oder Wild wurden die einzelnen Gehöfte mit Wallhecken und Zäunen gesichert. Nur der kleinere Teil der Grundes und Bodens stand in Privatbesitz der Ansiedler. Der Löwenanteil stand als sogenannte gemeine Mark allen angrenzenden Bauern zur Verfügung und wurde für Weide, Mast, Holzwirtschaft und andere Zwecke gemeinschaftlich genutzt.
Im Laufe der Zeit wuchs die Bevölkerung an, so dass der ins Privateigentum übergegangene Grund und Boden nicht mehr ausreichte, den Nahrungsbedarf zu decken. Da sich der in dieser Region noch reichlich vorhandene Markengrund als Gelände zur Neusiedlung anbot, wurde das Weideland an Geithe und Ahse für die Niederlassung von Neubauern ausgesondert. Diese gehörten nicht einer der benachbarten Landsgemeinden an, sondern bildeten einen eigenen Verband (Markgenossenschaft), der in der zugehörigen Dorfmark alle Rechte und Pflichten einer Bauerschaft ausübte. Hierzu gehörten besonders die Flurbestellung und die Markennutzung. Die neue Gemeinde nannte sich die Bauerschaft Mark – nach dem Gelände, auf dem sich die neue Gemeinde niedergelassen hatte.
Im sechsten Jahrhundert war die Region von Einzelhöfen übersät, auf denen freie Bauern lebten. In diesem Jahrhundert brachen die Sachsen in Westfalen ein und unterwarfen die Region ihrer Herrschaft. Die einheimische Bevölkerung wurde dabei nicht getötet oder vertrieben, etwa um neue Kolonisten anzusiedeln. Die Sachsen gestatteten den Bauern sogar, auf ihren Höfen nach ihren überlieferten Gewohnheiten und Rechten zu leben. Die sächsischen Eroberer profitierten von diesem Vorgehen, indem sie Burgen errichteten, von denen aus sie ihre Herrschaft ausübten; die Landbewohner waren gezwungen, den Burgherren Dienste zu leisten und Abgaben zu entrichten.

### Der Schultenhof
Mehrere Höfe, die einem Herrn gehörten und nahe beieinander lagen, wurden zu einem Gesamtverband zusammengefasst und einem Verwalter unterstellt, dem sogenannten Schulten. Dieser war dafür zuständig, die Einhaltung der Pflichten der Bevölkerung gegen ihren Herrn sicherzustellen.
Die Gehöfte in der Bauerschaft Mark waren in den Besitz eines sächsischen Edelmannes übergegangen. Dieser unterstellte sie und einige andere Höfe in der Nachbarschaft einem Haupt- bzw. Oberhofe. Dieser wurde, gemeinsam mit den zugehörigen Gründen und den darauf ansässigen Menschen, kurz der Hof zur Mark genannt.
Die Bauernhöfe in der Mark und den angrenzenden Gebieten haben sich bis in die Gegenwart erhalten. Der Schultenhof hingegen wurde später aufgelöst. Güterverzeichnisse, die am Ende des Mittelalters auf Befehl der landesherrlichen Regierung angelegt worden sind, geben Auskunft über die ursprüngliche Größe und den Bauzustand des Besitzes. Im Jahre 1595 wurden die zugehörigen Stücke in Anwesenheit des Rentmeisters zu Hamm und eines Notars von einem geschworenen Landmesser vermessen. Ein Jahrhundert später, im Jahre 1696, besichtigten drei Bauern und mehrere Bürger aus Hamm das Gelände. Die Gebäude waren zu dieser Zeit bereits abgebrochen, die Delegation konnte jedoch in einem Kuhkamp den einstigen Standort des Schultenhofes in Augenschein nehmen. Der Hof umfasste eine stattliche Zahl von Ackerfeldern, Wiesen und Weiden. Von dort aus wurden die Rechte der Markennutzung, des Holztriebs und der Mast in einem benachbarten Walde ausgeübt. Der Grund und Boden war meist schlecht und wenig ertragreich.
Zum Schultenhof gehörten vier Kotten. Ihre Besitzer waren zu Abgaben sowie Hand- und Spanndiensten in gemessenem Umfange verpflichtet. Die Bauernhöfe, die dem Hof zur Mark zugeordnet waren, mussten einen Teil der geernteten Früchte oder die Einsaat von jedem Stücke abliefern. Je nach Ertragsfähigkeit handelt es sich um den dritten oder vierten Teil der Ernte. Es galt jedoch der Grundsatz, dass der Hausmann, also der Bauer, aus seinen Garten, seinem Leinen-, Wicken- und Linsenland und aus dem Brand nichts abzugeben brauchte.
Die Bauern waren außerdem zu Pferde- und Leibdiensten auf dem Schultenhofe verpflichtet. Dazu mussten sie in festgesetzter Reihenfolge erscheinen und die geforderten Arbeiten händisch oder mit Hilfe ihrer Gespanne verrichten.
Später wurde die Eigenwirtschaft aufgegeben. Man verpachtete die Grundstücke stattdessen einzeln. Dadurch wurden die Dienste an dem Ober- oder Schultenhofe in der Bauerschaft Mark überflüssig. Sie wurden von den pflichtigen Köttern und Bauern durch eine jährliche Geldabgabe abgelöst. Die übrigen Abgaben wurden nach dem Verfall der Hofverfassung gegen Ende des Mittelalters an die landesherrliche Rentei in Hamm abgeliefert.
Während des 19. Jahrhunderts wurden auch diese auf Grund des Gesetzes über die Regelung der gutsherrlich-bäuerlichen Verhältnisse nach und nach abgelöst. Damit wurden die Reste der ursprünglichen Rechts- und Wirtschaftsverhältnisse beseitigt.

### Die Christianisierung unter den Franken
Im achten Jahrhundert begann der fränkische Herrscher Karl der Große mit seinen Feldzügen gegen die Sachsen. Diese waren mehrfach in das fränkische Grenzgebiet eingefallen, um auch dieses Land zu unterwerfen. Strafexpeditionen nach Westfalen zeigten nicht die gewünschte Wirkung. Um vor dem unruhigen Nachbarn gesichert zu sein, fasste Karl den Beschluss, die Feinde zu vernichten und ihre Ländereien zu erobern. Die jahrzehntelangen Kämpfe fanden im Jahre 804 mit der Eroberung Westfalens durch Karls Truppen ihr Ende. Der sächsische Adel war größtenteils erschlagen, hingerichtet oder geflüchtet. Der Rest unterwarf sich der fränkischen Herrschaft. Karl der Große ließ die sächsischen Güter einziehen und verschenkte sie an seine Getreuen oder an die Kirche.
Karls Siegeszug bereitete den Weg zur Christianisierung Westfalens, was sich etwa in der Gründung des Bistums Münster durch Liudger unmittelbar nach dem Ende der kriegerischen Auseinandersetzungen zeigt. Neben den Burgen der Franken entstanden in Westfalen zunehmend auch Klöster und Kirchen. Diese wurden von den Grundherren geistlichen und weltlichen Standes auf ihren Fron- bzw. Oberhöfen errichtet. Sie wurden deshalb Fronhofskirchen oder auch Eigenkirchen genannt, weil sie im Eigentum ihres Erbauers standen.
Wie alle südlich gelegenen Besitzungen auf Hammer Gebiet unterstand die Pankratiuskirche der Oberhoheit des Erzbischofs von Köln, während das Verhältnis zwischen der späteren Grafschaft Mark und dem Bistum bzw. Hochstift Münster durchgehend von Konkurrenzdenken und Interessenkonflikten geprägt war.

### Eigenkirche St. Pankratius
Auch der Besitzer des Hofes zur Mark (einer der Edelherren von Rüdenberg, deren Allod der Oberhof war) ließ eine Eigenkirche bauen. Die Kirche wurde um das Jahr 1000 auf dem Gelände des Schultenhofes errichtet. Es ist nicht vollständig geklärt, ob die Kirche von Anfang an dem Heiligen Pankratius geweiht war oder ob sie erst einen anderen Patron hatte, etwa den Heiligen Martin. Denkbar wäre, dass die Grafen von Altena erst später ihren Hausheiligen hierher mitgebracht haben.
In den Besitz der Grafen von Altena gelangten Kirche und Hof im 12. Jahrhundert. Die neuen Herrscher waren auch die Vögte des Prämonstantenklosters Kappenberg, das die Grafen von Kappenberg, die mit den Grafen von Altena verwandt waren, im Jahr 1122 gestiftet hatten. Graf Engelbert I. von der Mark schenkte dem Kloster die Pankratiuskirche im Jahr 1254 mit allen Rechten und Auskünften. Er begründete dies ausdrücklich damit, dass dort seine Vorfahren bestattet wären.
Erzbischof Konrad von Köln bestätigte die Schenkung einige Monate später. Als sich gegen Ende des 13. Jahrhunderts Streit um den Besitz der Kirche zur Mark erhob, erklärte Papst Nikolaus IV. in einer Urkunde vom 13. Dezember 1291, dass die Kirche vom Grafen Engelbert als dem Patron derselben dem Kloster Kappenberg rechtmäßig überlassen worden sei.
Wie es im Mittelalter üblich war, diente die Kirche auch zu Verteidigungszwecken. Sie wurde in Kriegszeiten als Fluchtburg für die Anwohner. Aus diesem Grunde wurde sie mit einem Graben und Wall umgeben und hatte auch einen ihr zugeordneten Friedhof. Im Falle anrückender Feinde konnte sich die Landbevölkerung mitsamt ihrer Habe hinter die Schutzanlagen zurückziehen. Zum Teil wurden sie dort zur Verteidigung des Geländes herangezogen.
Der Turm der Burg wurde entsprechend seiner Bedeutung zu Verteidigungszwecken als hoher, steinerner Bergfried errichtet. Wenn der Feind bis zum Friedhof vorgedrungen war, konnten sich die Verteidiger hierhin zurückziehen. Nach Errichtung der Burg Mark erschien der hohe Turm den Bewohnern der Burganlage jedoch mehr und mehr als Bedrohung der eigenen Sicherheit. Es bestand die Gefahr, dass anrückende Angreifer den Turm in Besitz und von dort aus die nahegelegene Burg unter Beschuss nahmen oder Späher zu ihrer Beobachtung installierten.
Im Rahmen des Konflikts mit den Bischöfen von Münster in der ersten Hälfte des 13. Jahrhunderts erwirkte Graf Eberhard deshalb im Jahre 1251, dass der Bergfried abgerissen und durch einen niedrigeren Turm ersetzt wurde. Zum Ausgleich schenkte er der Kirche einen Hof zu Schmehausen.
Dieses Vorkommnis belegt eindeutig, dass die Kirche bereits vor der Burg entstanden ist. Wäre die Burg zuerst errichtet worden, hätten die Burgherren dafür gesorgt, dass die Kirche an einem weiter entfernt gelegenen Standort errichtet wird, womit die Burg außerhalb der Schussreichweite gelegen hätte.

## Geschichte und Baubeschreibung
Die Pankratiuskirche war ursprünglich die Hauskirche des Oberhofes Mark. Dieser ging um 1170 an Friedrich von Berg-Altena, der 1198 auf dem zu den Besitzungen des Oberhofes gehörenden Burghügel die Burg Mark errichten ließ. St. Pankratius ist damit auch als Eigenkirche des Stadtgründers von Hamm anzusehen, Friedrichs Sohn Graf Adolf I. von der Mark.
Als Eigenkirche der Grafen von der Mark war St. Pankratius zugleich die Mutterkirche von Hamm, der Stadt, die Graf Adolf I. von der Mark 1226 als Nachfolgesiedlung des 1225 geschleiften Nienbrügge gegründet hatte. Die Stadtkirche von Hamm, die um 1275 erbaute Pauluskirche (damals den Heiligen Laurentius und Georg geweiht), wurde erst 1337 von der Pankratiuskirche abgepfarrt. Der Erzbischof von Köln verfügte zum „Ausgleich“ (oder besser gesagt, zur Glättung der Wogen), dass die Georgskirche der Marker Dorfkirche in jedem Jahr zum Weihnachtsfest zwei vierpfündige Kerzen aus gutem Wachs zu schenken habe. Diese sollten dann auf dem Altar in der Mark entzündet werden und das Kircheninnere während der Hauptmesse erleuchten.

### Gebäudeteile
Die Pfarrkirche wird heute von dem ehemaligen Friedhof und einer Anzahl älterer Fachwerkhäuser gesäumt. Ihre Außenfassade wirkt auf den ersten Blick bescheiden und ist von einfachen Dorfkirchen ähnlicher Bauart nicht zu unterscheiden. Der Turm der Kirche und ein einschiffiger, flach gedeckter Saalbau sind wahrscheinlich bereits im 12. Jahrhundert entstanden und stehen noch im ursprünglichen Mauerverbund miteinander. Sie sind damit ein heute selten gewordenes Beispiel für eine schlichte Saalkirche des Frühmittelalters.
Das ausladende Querschiff hat einen dreiseitig geschlossenen Chor. Das Langhaus dagegen ist ein Stück niedriger. Dieser Baustil belegt die Funktion der Kirche als Eigenkirche des Märkischen Grafengeschlechts. Allerdings sind auch das einschiffige Langhaus und der zweigeschossige, etwa 1,20 Meter dicke Turm zu beachten, der aus der Achse des Gebäudes ein Stück weit nach Süden verschoben erscheint. Beide sind als Verbund angelegt und entsprechend vermauert. Dies deutet auf einen romanischen Kirchbau hin, wie es sie zur mutmaßlichen Zeit der Errichtung der Kirche – also um das Jahr 1100 – im Bereich des Hellwegs häufiger gab. Das Bauwerk besteht aus Sandstein mit einer grünlichen Färbung. Derartiges Baumaterial wurde bei Kirchen aus dieser Zeit regelmäßig verwendet. Es stammt aus Steinbrüchen am Nordrand des Haarstrangs in der Region um das heutige Anröchte und Neuengeseke. Im Jahr 1989 ist das Mauerwerk mit einer weiß gekalkten Schlämmputzschicht überzogen worden. Es sollte damit gegen schädliche Witterungseinflüsse geschützt werden. In seiner ursprünglichen, unbehauenen und nur grob verfugten Form war das Mauerwerk, das vermutlich erst in jüngerer Zeit freigelegt worden ist, den Wetterverhältnissen relativ schutzlos ausgesetzt; einer weiteren Zerstörung des mit viel Mörtel durchsetzten alten Bruchsteinmauerwerks sollte auf diese Weise Einhalt geboten werden.
Die Überlieferungen der Region wissen zu berichten, dass der Turm in Krisenzeiten als Fluchtburg diente, was sich auch mit den baulichen Gegebenheiten deckt. Bis in das 19. Jahrhundert hinein hatte der Turm keinen ebenerdigen Zugang. Sein Inneres war nur aus der Kirche heraus mit einer Leiter in das ober Stockwerk erreichbar. Von der Empore aus kann man die etwa ein Quadratmeter große, einstige Maueröffnung noch erkennen. 1251 schenkte der märkische Herrscher, Engelbert I., der Kirche einen Hof in Schmehausen als Entschädigungsleistung für das Obergeschoss des Turmes, das der Graf aus der Befürchtung heraus hatte abtragen lassen, die Männer des Bischofs von Münster, die mit der Mark in Fehde lagen, könnten von hier aus Burg Mark unter Beschuss nehmen oder ausspionieren. Es wurde notdürftig ein hölzernes Geschoss aufgebracht, das nach und nach morsch wurde und im 18. Jahrhundert durch schieferverkleidetes Backsteinmauerwerk ersetzt werden musste. Das heutige Glockengeschoss ist im Jahr 1735 aufgemauert worden. Zunächst bestand es nur aus Ziegeln, die Schieferverblendung wurde 1909 ergänzt. Den steilen Helm krönte 1736 Meister Bernhard Stuniken mit einer Wetterfahne, die die Gestalt eines Posaune blasenden Engels hatte. Erst in der zweiten Hälfte des 19. Jahrhunderts brach man ein Portal in den Turm und öffnete so einen neuen Zugang zur Kirche. Im Rahmen dieser Arbeiten wurden die alten Eingänge auf der Nord- und Südseite zugemauert und die Nordwand des Kirchenschiffs im oberen Bereich erneuert. Man versah sie mit zwei größeren, gotisierten Fenster. Die damals eingebrachte Holzdeckel in Form eines Sargdeckels ist seit den 1970er Jahren durch eine untergezogene Holztreppe verdeckt worden. Der Turm musste im Jahre 2002 restauriert werden. Die Arbeiten waren im Dezember abgeschlossen. Der Turm ist seither neu eingedeckt. Auch der Engel wurde in diesem Rahmen instand gesetzt.
Die bis dahin kleine, niedrige Bogenöffnung zu Querhaus und Chor ist in der zweiten Hälfte des 19. Jahrhunderts erweitert worden. Der damit dem Gottesdienst der Gemeinde weit geöffnete Bauteil ist angebaut worden. Dies ergibt sich aus einer in der nördlichen Vierungswand eingeritzten Jahreszahl (MCCCXLII, 1342). Der Ausbau steht wahrscheinlich in Zusammenhang mit der 1337 erfolgten Abpfarrung der St. Georgskirche der Stadt Hamm, der heutigen Pauluskirche und geht auf den damals noch auf Burg Mark residierenden Landesherren zurück. Es ist fraglich, ob es damals überhaupt eine Kapelle auf der Burg gab; erst 1442, nach dem Aufstieg der Grafen von der Mark zu den Herzögen von Kleve und ihrem Umzug an den Niederrhein, ist von der Weihe einer Antoniuskapelle auf der Burg Mark die Rede. Das ältere Langhaus wird von dem gotischen Querhaus mit quadratischem Chorjoch und anschließendem Chorschluss in drei Seiten eines Sechsecks erheblich überragt. Die hohe Gewölbezone entspricht dem Hallentyp, wie er im Hellweggebiet im 14. Jahrhundert häufig gebaut wurde. Auch die St.-Viktor-Kirche in Herringen weist diesen Baustil auf.

### Innenausstattung
Obwohl das äußere Erscheinungsbild der Kirche eher schlicht daher kommt, ist sie doch von einiger kunsthistorischer Bedeutung. Dies liegt aber weniger in der Außenfassade als vielmehr im Kircheninneren begründet. Dort finden sich nämlich, namentlich im Chor, Wandmalereien, die 1908/09 im Zuge von Restaurierungsarbeiten entdeckt worden sind. Vermutlich sind sie von der gleichen Werkstatt angefertigt worden, die auch die Chorfenster der Wiesenkirche in Soest gemacht hat und datieren in die zweite Hälfte des 14. Jahrhunderts.
Im Gustav-Lübcke-Museum zu Hamm befinden sich noch Gresaille-Reste und Fragmente eines musizierenden Engels, welche zur ursprünglichen Verglasung der Fenster von Chor- und Querschiff gehörten. Bis auf diese wenigen Relikte ist von den ursprünglich eingebauten Fenstern nichts mehr erhalten. Die heutige, farbige Verglasung aus den 1950er Jahren wurde von der Künstlerin Hilde Ferber aus Treysa entworfen. Zu sehen sind hier szenische Darstellungen der Schöpfungsgeschichte und des Lebens Jesu.
Die Fenster sollten ursprünglich in den Chor eingesetzt werden. Dort befinden sich jedoch Fresken, die mit ziemlicher Sicherheit im 14. Jahrhundert entstanden sind. Sie gehörten damit zwar nicht zur ursprünglichen Ausstattung der Kirche, weisen aber dennoch ein hohes Alter auf. Bemerkenswert ist auch ihr Erhaltungsgrad. Umfang und Vollständigkeit der gemalten Predigt sind in Westfalen einzigartig. Die Fenster der Hilde Ferber sind deshalb in das Querhaus versetzt worden.
Am Gewölbe des Chorabschlusses findet sich eine Darstellung des Jüngsten Gerichts. Das mittlere Gewölbefeld zeigt Mandorla Christus als Weltenrichter mit Palme und Schwert auf dem Regenbogen. Zu seinen Füßen befinden sich drei Engel. Diese blasen die Posaunen. In den Zwickeln heben die Auferstandenen in ihren Gräbern, die streifenförmig geordnet sind, bittend ihre Hände.
In der Nordwand des Chorjoches ist seit dem 15. Jahrhundert die sogenannte Sakramentsnische eingelassen, die durch ein schmiedeeisernes Gitter verschlossen werden kann. Im Zuge dieser Arbeiten ist eine Apostelfigur in der Wandmalerei zerstört worden. Von ihr sind heute nur noch Schulter und Kopf zu sehen. Neben dieser Nische befindet sich ein hölzerner Wandschrank aus dem 14. Jahrhundert, der zur Aufbewahrung des Altargerätes diente. Er ist von Birn und Kehl spitzbogig eingefasst und zeigt im Tympanon einen farbig behandelten Reliefkopf Christi. In seinem Inneren befindet sich die Darstellung verstreuter Blüten auf rotem Grund. Die Tür des Wandschrankes ist mit Eisenbändern beschlagen und zeigt auf ihrer Innenseite das Bild des von Blüten umgebenden, segnenden Christus, und zwar ebenfalls auf rotem Grund.
Darüber hinaus hat sich im Chor eine Anzahl von Grabmälern erhalten. Das bekannteste ist das Grab des Generalleutnants Karl Friedrich von Wolffersdorff († 1781), der die Stadt lange Jahre kommandierte.
Die Orgel im nördlichen Querhaus stammt hingegen aus jüngerer Zeit. Sie ist ein Werk der Firma Ott aus Göttingen, welche sie 1976 als Ersatz für die 1868 erbaute frühere Orgel geliefert hat. Da sie größer war als die zuvor installierte Orgel, musste für sie zunächst Platz geschaffen werden. Die aus dem Anfang des 19. Jahrhunderts stammende Westempore wurde aus dem nördlichen Querhaus entfernt. Ihre Brüstung ist dann an der Westwand des südlichen Querschiffes aufgestellt worden.
Das älteste Ausstattungsstück der Kirche ist der aus Baumberger Sandstein gefertigte Taufstein, der in das 13. Jahrhundert datiert wird. Der alte Taufstein wurde 1976 in der Mitte des Querhauses aufgestellt, wo er sich heute noch befindet.
In dem sogenannten Triumphbogen – zwischen Querhaus und Chor gelegen –, hängt eine lebensgroße Christusfigur an einem Kreuz über dem Kastenaltar mit einem Retabel darauf. Das spätgotische Kruzifix, eine etwas derbe flandrische Schnitzarbeit, ist gegen Ende des 15. Jahrhunderts oder Anfang des 16. Jahrhunderts gefertigt worden. Es stammt aus dem Kloster Kentrop und ist 1830 hierher gebracht worden. 1909 wurde es von einem entstellenden Anstrich befreit.
Eine Wandmalerei mit vier Szenen aus dem Leben des Pankratius ist an der Ostwand des südlichen Querhauses zu finden. Sie sind mit der Inschrift PASSO SANCTI PANCRATI SALUTARIS gekennzeichnet. Es handelt sich jedoch nicht um die Originalmalerei, die etwa einen Meter tiefer gelegen ist, sondern vielmehr um eine Kopie. Das ursprüngliche Werk musste zugunsten einer inzwischen wieder geschlossenen Heizöffnung Platz machen. Die Malerei visualisiert das Martyrium des Heiligen Pankratius. Dargestellt sind die Taufe des vierzehnjährigen Pankratius durch den Bischof Marcellinus, seine Verurteilung des wegen seines christlichen Glaubens Angeklagten, seine Enthauptung vor Kaiser Diokletian, der mit seinem Versuch, ihn zum Widerruf zu bewegen, gescheitert war, und die Bettung des Leichnams in den Sarg.

## Kirchengemeinde
Die Kirchengemeinde Mark hatte seit 1964 zwei Seelsorgebezirke. Der erste ist nach dem Gemeindehaus und Kindergarten benannt, dem Paul-Gerhardt-Haus. Für den zweiten Seelsorgebezirk im östlichen Bereich – Friedrich von Bodelschwingh-Haus Hamm-Osten – wurde später das gleichnamige Gebäude errichtet.
Im Jahre 2007 wurden dann die zwei Gottesdienststätten auf eine reduziert. Im Friedrich-von-Bodelschwingh-Haus finden seither keine Gottesdienste mehr statt.

### Pfarrer
- 1713–1727: Friedrich Rüdiger Gummersbach († 1727)
- 1728–1756: Johann Diedrich Möllenhoff († 1756)
- 1809–1852: Gottlieb Zimmermann († 1854)
- 1853–1868: Karl Niemann († 1895)
- 1868–1901: August Siemsen († 1910)
- 1902–1939: Paul Wittmann († 1949)
- Paul Mustroph
- Werner Dierksen
- Horst Heuermann
- Hans-Martin Thimme
- Andreas Müller
- 2003–2013: Alfred Grote
- 2013–2017: Jörg Rudolph
- 2017–2022: Elisabeth Pakull
- seit 2022: Ulrike Kreutz

### Kirchenmusik
Die Ev. Kirchengemeinde Mark-Westtünnen hat sich in besonderem Maße der Kirchenmusik verschrieben. Von 2000 bis 2025 war Heiko Held Kirchenmusiker der Ev. Kirchengemeinde Mark. Er hatte das Amt von Altkantor Gerhard Wilkening übernommen, der mehr als 50 Jahre Chorleiter und Organist an der Pankratiuskirche gewesen war. Der Marker Kirchenchor besteht aus rund 40 Sängerinnen und Sängern. Seit Januar 2019 wird er von Heike Niebuhr geleitet. Für die Stimmbildung des Chores wurde 2017 die Sopranistin Takako Oishi verpflichtet.
Die Posaunenchöre in den Bezirken Mark (gegründet 1913, Leitung: Georg Turwitt) und Westtünnen (Leitung: Colin Lorenz) sind in Gottesdiensten, Andachten, Konzerten und bei Geburtstagsständchen rund 100 Mal pro Jahr im Einsatz.
Mit der Reduktion auf nur noch eine Gottesdienststätte im Jahr 2005 wurden die beiden Kirchenchöre unter der Leitung von Werner Granz bis 2012 vereinigt. Unter der Leitung von Werner Granz steht der Chor Cantate’86, Jugendchor und Junger Chor im Friedrich-von-Bodelschwingh-Haus, Leistungschor im ChorVerband NRW 2007 und Konzertchor im ChorVerband NRW 2009, der insbesondere durch sein großes Weihnachtskonzert das kulturelle Leben der Stadt Hamm bereichert.
Der Flötenkreis „flauti di mark“ wird von Elke Zerbe geleitet. Das Westfälische Barock Kammerorchester (WBKO) feierte im Jahre 2015 sein 50-jähriges Bestehen. Die Leitung des Orchesters liegt in den Händen von Dominika Lenz. Der Kinderchor, bestehend aus Nachwuchssängerinnen und -sängern der Kitas, wurde von Takako Oishi gegründet. Er hat inzwischen seinen festen Platz in den Familiengottesdiensten und kirchenmusikalischen Andachten der Gemeinde.

### Kindertagesstätte
Seit 1945 gehört eine Kindertagesstätte zu den ständig angebotenen Dienstleistungen der Kirchengemeinde. Im Untergeschoss des Jugendhauses befindet sich die Gemeindebücherei.